# Sede vacante

O brasão da Santa Sé durante o período de Sede Vacante, com as chaves de ouro e prata do céu, símbolo do papado, cobertos pelo umbráculo.

Sé vacante ou Sede vacante (do latim sedes vacans, trono vazio), no direito canônico da Igreja Católica Romana, corresponde ao período em que a Sé episcopal de uma Igreja particular está sem ocupante. Isto significa que para uma diocese, o bispo diocesano faleceu, renunciou ao cargo, foi transferido ou perdeu seu ofício. Caso haja um bispo coadjutor, com direito a sucessão, na diocese este é imediatamente conduzido ao governo da Sé episcopal e esta não fica vacante.
Nos casos em que o prelado é transferido para outra diocese, os seus poderes de governo cessam, de efeito, com a publicação da nomeação através do órgão de imprensa oficial da Santa Sé, o L'Osservatore Romano. A partir de então, suas obrigações equiparam-se ao de um administrador diocesano até a posse em sua nova diocese. Na prática, isso significa que nenhuma decisão de ofício do bispo diocesano pode ser tomada nesse período, que pode durar até dois meses – prazo que o bispo tem para tomar posse na nova diocese. Cessam, também, o poder do vigário-geral e do Vigário episcopal.
A diocese se torna efetivamente vacante, a partir da data da morte, da aceitação da renúncia ao cargo pelo Papa ou da posse de um bispo em sua nova diocese. Com isso, o Colégio de Consultores Diocesano da Sede Vacante tem até oito dias para se reunir e eleger um administrador diocesano que governará a referida igreja particular até que o Papa nomeie um sucessor. Se julgar necessário, o próprio Santo Padre tem o poder de nomear o administrador diocesano que lhe parecer digno.
Segundo o Cân. 425 do Código de Direito Canónico da Igreja Católica, o administrador diocesano será, necessariamente, um sacerdote que se distinga pela doutrina e prudência, que tenha 35 anos completos e que ainda não tenha sido eleito, nomeado ou apresentado para essa mesma sé vacante.

## História
No início da história da Igreja, o arcipreste, o arquidiácono e o "primicerius dos notários" na corte papal formavam um conselho de regência que governava durante o período de sede vacante.
Era obrigação do Camerarius (camerlengo papal), chefe da Camera Apostolica, estabelecer formalmente a morte do papa. Gradualmente, isso levou à teoria de que o Camerarius, como chefe da Cúria Romana, deveria conduzir os assuntos normais mesmo após a morte do papa, além de organizar o sepultamento e os preparativos para a nova eleição. Esse processo foi evidente com o Camerarius Boso Breakspear. Durante a longa sede vacante de 1268 a 1271, a importância do Camerarius era tão evidente que os cardeais se prepararam para eleger um novo caso ele morresse.

## Vacância da Santa Sé

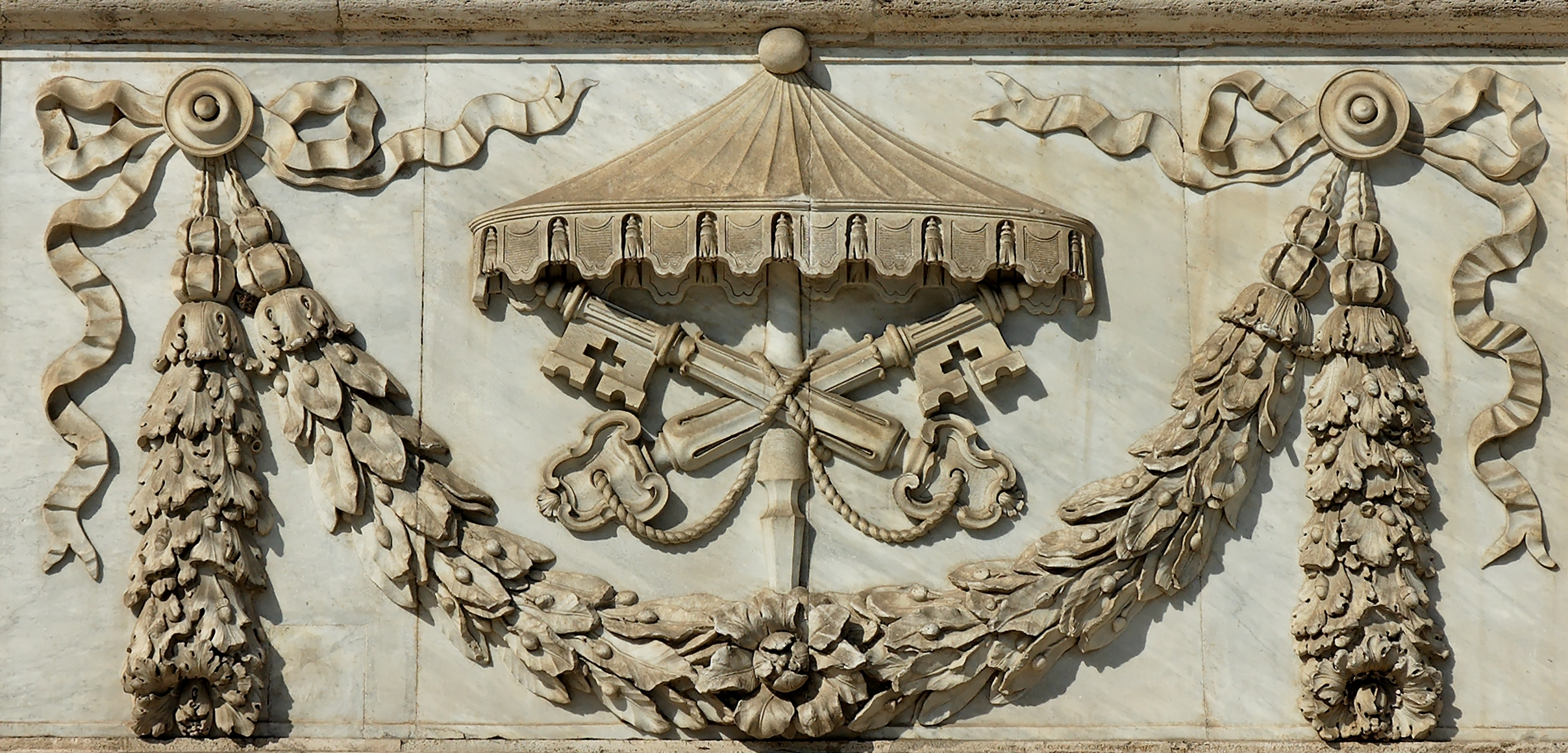
Sede vacante, San Giovanni in Laterano, em 2006

A vacância da Santa Sé corresponde ao interregno, ou seja, ao período entre o falecimento ou renúncia válida de um Papa e a eleição do seu sucessor. Durante o tempo em que estiver vacante a Sé Apostólica o governo da Igreja está confiado ao Colégio Cardinalício. A Constituição Apostólica Universi Dominici Gregis sobre a vacância da Sede Apostólica e a eleição do Romano Pontífice, promulgada pelo Papa João Paulo II em 22 de fevereiro de 1996, estabelece  as normas que regem a administração da Santa Sé neste período.
O brasão da Santa Sé também é modificado durante este período. A tiara papal sobre as chaves é substituída pelo umbraculum (ou ombrellino, em italiano), simbolizando tanto a ausência de um Papa quanto a administração do Camerlengo sobre os assuntos temporais da Santa Sé. Como sinal adicional, o Camerlengo adorna seu próprio brasão com esse símbolo durante o período, retirando-o assim que um novo Papa é eleito. Anteriormente, durante esse período, o brasão do Camerlengo aparecia em moedas comemorativas em liras do Vaticano; agora, ele aparece nas moedas em euros do Vaticano, que têm curso legal em todos os países da zona do euro.
O interregno é normalmente marcado pela Missa fúnebre do Papa falecido, pelas congregações gerais do Colégio dos Cardeais para definir os detalhes da eleição, culminando no conclave para eleger um sucessor. Uma vez que um novo Papa é eleito (e ordenado bispo, se necessário), o período de sede vacante termina oficialmente, mesmo antes da inauguração papal.
Os cardeais presentes em Roma podem aguardar no máximo quinze dias após o início da vacância para iniciar o conclave que elegerá o novo Papa, embora esse período possa ser estendido por mais cinco dias por voto do Colégio. Após vinte dias, o conclave deve ocorrer, mesmo que alguns cardeais ainda não tenham chegado. No passado, o intervalo entre a morte do Papa e o início do conclave era frequentemente menor, mas após o Cardeal William Henry O'Connell ter chegado tarde demais para dois conclaves consecutivos, Pio XI ampliou esse prazo. Com o conclave seguinte, em 1939, os cardeais passaram a viajar de avião. Poucos dias antes de sua renúncia, em fevereiro de 2013, Bento XVI alterou as regras para permitir que o conclave começasse mais cedo, caso todos os cardeais eleitores já estivessem presentes. Historicamente, os períodos de sede vacante muitas vezes foram bastante longos, durando meses ou até anos, devido a conclaves empatados por longos períodos.
O período mais longo sem um Papa nos últimos 250 anos foi de aproximadamente meio ano, entre a morte de Pio VI na prisão em 1799 e a eleição de Pio VII em Veneza, em 1800.

## Lista dos períodos desede vacantedesde 1800
| Papa Precedente | Papa Seguinte | Início                  | Fim                     | Duração  |
| --------------- | ------------- | ----------------------- | ----------------------- | -------- |
| Pio VI          | Pio VII       | 29 de agosto de 1799    | 14 de março de 1800     | 197 dias |
| Pio VII         | Leão XII      | 20 de agosto de 1823    | 28 de setembro de 1823  | 39 dias  |
| Leão XII        | Pio VIII      | 10 de fevereiro de 1829 | 31 de março de 1829     | 49 dias  |
| Pio VIII        | Gregório XVI  | 1 de dezembro de 1830   | 2 de fevereiro de 1831  | 63 dias  |
| Gregório XVI    | Pio IX        | 1 de junho de 1846      | 16 de junho de 1846     | 15 dias  |
| Pio IX          | Leão XIII     | 7 de fevereiro de 1878  | 20 de fevereiro de 1878 | 13 dias  |
| Leão XIII       | Pio X         | 20 de julho de 1903     | 4 de agosto de 1903     | 15 dias  |
| Pio X           | Bento XV      | 20 de agosto de 1914    | 3 de setembro de 1914   | 14 dias  |
| Bento XV        | Pio XI        | 22 de janeiro de 1922   | 6 de fevereiro de 1922  | 15 dias  |
| Pio XI          | Pio XII       | 10 de fevereiro de 1939 | 2 de março de 1939      | 20 dias  |
| Pio XII         | João XXIII    | 9 de outubro de 1958    | 28 de outubro de 1958   | 19 dias  |
| João XXIII      | Paulo VI      | 3 de junho de 1963      | 21 de junho de 1963     | 18 dias  |
| Paulo VI        | João Paulo I  | 6 de agosto de 1978     | 26 de agosto de 1978    | 20 dias  |
| João Paulo I    | João Paulo II | 28 de setembro de 1978  | 16 de outubro de 1978   | 19 dias  |
| João Paulo II   | Bento XVI     | 2 de abril de 2005      | 19 de abril de 2005     | 17 dias  |
| Bento XVI       | Francisco     | 28 de fevereiro de 2013 | 13 de março de 2013     | 13 dias  |
| Francisco       | Leão XIV      | 21 de abril de 2025     | 8 de maio de 2025       | 17 dias  |